# كريستيان أندرسن (لاعب رماية)
كريستيان أندرسن هو لاعب رماية دنماركي، ولد في 10 ديسمبر 1896 في Væggerløse ‏ في الدنمارك، وتوفي بنفس المكان في 29 يوليو 1982.

## وصلات خارجية
- كريستيان أندرسن على موقع أوليمبيديا (الإنجليزية)